# Hansjörg Noe
Hansjörg Noe (* 6. Januar 1942 in Mayen) ist ein deutscher Pädagoge und Lokalhistoriker, der sich insbesondere mit der Aufarbeitung der lokalen Ereignisse vor und nach der nationalsozialistischen Machtergreifung im Wiesental befasste und damit auch 70 Jahre danach noch teilweise heftige Reaktionen auslöste.

## Leben
Von Mayen in der Eifel kam Noe 1944 mit Mutter und Bruder nach Freiburg, woher seine Mutter stammte. Aufgrund der Zerstörungen in Freiburg zog die Familie in das Ferienhaus des Großvaters in Muggenbrunn und später nach Lörrach, wo er 1961 am Hans-Thoma-Gymnasium das Abitur ablegte. Anschließend durchlief er an der Pädagogischen Hochschule Freiburg eine Ausbildung zum Volksschullehrer.

### Der Lehrer
1964 begann Noe den Schuldienst in Bad Säckingen und wechselte bald darauf an die Albert-Schweitzer-Schule in Lörrach und später an die dortige Neumattschule, deren Schulleiter er wurde. Bereits seit 1966 war Noe als Ausbildungslehrer in der Lehrerausbildung tätig und nahm später Lehraufträge an den pädagogischen Hochschulen in Lörrach und Freiburg wahr.
Am 1. Februar 1982 wurde er Leiter des neu gegründeten Seminars für die schulpraktische Ausbildung von Grund- und Hauptschullehrern in Lörrach (heute: Staatliches Seminar für Didaktik und Lehrerbildung (GWRHS) Lörrach). Nach der Auflösung der Pädagogischen Hochschule Lörrach gründete er am 15. Mai 1984 zusammen mit Nikolaus Lorenz und Bernd Martin einen gemeinnützigen Förderkreis, der die Bibliothek der pädagogischen Hochschule der Region erhalten sollte und hierzu die Wissenschaftliche Regionalbibliothek Lörrach unterstützte.
1992 wurde er Leiter des staatlichen Schulamts Lörrach, eine Aufgabe, die er bis zu seiner Pensionierung im Jahre 2005 wahrnahm.

### Der Lokalhistoriker
Seit 2006 wirkt er im Bereich Museumspädagogik des Dreiländermuseums Lörrach mit. Den Schwerpunkt seiner historischen Arbeiten bildet aber die lokale Aufarbeitung des Nationalsozialismus, wobei er neben den Akten auch einen besonderen Akzent auf die Aussagen von Zeitzeugen legt. Zu diesem Themenkreis publizierte er Arbeiten über Lörrach, Steinen, Maulburg, Hausen und die Gemeinde Kleines Wiesental.
Zur Geschichte des Nationalsozialismus in Lörrach stellte er einen Band mit teilweise recht emotionalen Berichten von Zeitzeugen zusammen. In Steinen lösten seine Arbeiten an der Dokumentation der lokalen Vorgänge vor und nach der nationalsozialistischen Machtergreifung heftige Diskussionen aus, die letztlich zur Öffnung eines 1936 gebauten Kriegerdenkmals führten. Die dort erwartete Zeitkapsel mit Dokumenten wurde zwar gefunden, die Dokumente konnten aber aufgrund der Beschädigungen nicht ausgewertet werden.
Noes Publikation zur Maulburger Geschichte befasst sich auch eingehend mit der politischen Rolle des Dichters Hermann Burte.

### Der Künstler
Neben Beruf und Geschichtsforschung betätigt sich Noe auch künstlerisch mit Holz-/Linolschnitten zu politischen, religiösen, regionalen Themen und Hinterglasmalerei. Außerdem bemalt er Kleinmöbel mit Motiven von Hundertwasser, Jeff Koons, Niki de Saint Phalle, James Rizzi, Georgia O’Keeffe und Joan Miró. Seine Werke wurden in diversen lokalen Ausstellung im Landkreis Lörrach präsentiert.

## Publikationen (Auswahl)
Regionalgeschichtlichen Schulbücher (zusammen mit Jürgen Nebel)
- Kennzeichen LÖ, Verlag Waldemar Lutz, 1979, ISBN 3-922107-11-7.
- Kennzeichen FR, Verlag Waldemar Lutz, Lörrach, 1981, ISBN 978-3-922107-18-7.
- Kennzeichen WT, Verlag Klett, 1989, ISBN 978-3-12-258330-9.

Nationalsozialismus im Dreiländereck
- Hingeschaut – Steinen im Nationalsozialismus. Die gesellschaftlichen und politischen Verhältnisse in Steinen in den Jahren 1933 bis 1945. Verlag Waldemar Lutz, Lörrach 2014, ISBN 978-3-922107-99-6.
- Nun kann ich darüber sprechen … Reihe Lörracher Hefte, Nr. 22, Verlag Waldemar Lutz, Lörrach 2015, ISBN 978-3-922107-06-4 (Digitalisat, Volltext, PDF).
- Gleichgeschaltet. Maulburg im Nationalsozialismus und die Rolle von Hermann Burte im Dritten Reich. Verlag Waldemar Lutz, Lörrach 2016.
- Mitgelaufen – NS-Geschichte in den Ortschaften im Kleinen Wiesental. Sonderband 1/2019 der Zeitschrift Das Markgräflerland, S. 5–168.
- Angepasst – Das Hebeldorf Hausen in der Zeit des Nationalsozialismus, Verlag Waldemar Lutz, Lörrach 2019, ISBN 978-3-947801-96-1.

Jubiläumsschriften
- 125 Jahre – Die Oberbadische
- 100 Jahre Elektrizitätsgenossenschaft Hauingen
- 1250 Jahre Lörrach-Stetten

Sonstige Themen
- Gottfried Legler, ein Künstlerleben. Reihe Lörracher Hefte, Nr. 14, Verlag Waldemar Lutz, Lörrach 2011 (Digitalisat, Volltext, PDF)
- Antworten aus der Geschichte: Folien für einen problemorientierten Geschichtsunterricht, Perthes, Darmstadt 1980.

## Auszeichnungen und Ehrungen
- Für sein Werk Nun kann ich darüber sprechen …, das zur Dokumentation dem Haus der Geschichte Baden-Württemberg übergeben wurde, erhielt Noe 2017 im Rahmen des Landespreises für Heimatforschung Baden-Württemberg eine Anerkennungsurkunde.[5]
- Im Jahr 2018 ehrte ihn die Gemeinde Hausen im Wiesental mit der Johann-Peter-Hebel-Plakette.[6]